# Svoboda, Boureni
Svoboda (în ucraineană Свобода) este un sat în comuna Sînevîrska Poleana din raionul Boureni, regiunea Transcarpatia, Ucraina.

## Demografie
Componența lingvistică a localității Svoboda
     Ucraineană (100%)
Conform recensământului din 2001, toată populația localității Svoboda era vorbitoare de ucraineană (100%).